# Irene Fornaciari
Irene Fornaciari  (n. 24 decembrie 1983, Pietrasanta, Toscana, Italia) este o cântăreață  italiană.